# Konstantin Novosëlov
Konstantin Sergeevič Novosëlov (in russo Константин Сергеевич Новосёлов?; Nižnij Tagil, 23 agosto 1974) è un fisico russo naturalizzato inglese, vincitore del Premio Nobel per la Fisica nel 2010.

## Biografia
Dopo aver iniziato i suoi studi accademici presso l'Istituto di fisica e tecnologia di Mosca, ha conseguito il suo Ph.D. presso l'Università di Nimega, nei Paesi Bassi, nel 2004. Successivamente, è passato all'Università di Manchester nel 2005, seguendo il suo supervisore di dottorato, Andrej Gejm.
È un Royal Society Research Fellow, ed ha pubblicato oltre 90 articoli scientifici peer-reviewed, di cui diversi su Nature e Science.
Insieme ad Andrej Gejm, Novosëlov ha ottenuto il Premio Nobel per la fisica nel 2010 "per i pionieristici esperimenti riguardanti il materiale bidimensionale grafene", da loro scoperto nel 2004.